# Brian A. Skiff
| 2525 O'Steen        | 2 novembre 1981   |
| 2557 Putnam         | 26 settembre 1981 |
| 2588 Flavia         | 2 novembre 1981   |
| 2864 Soderblom      | 12 gennaio 1983   |
| 2881 Meiden         | 12 gennaio 1983   |
| 3140 Stellafane     | 9 gennaio 1983    |
| 3153 Lincoln        | 28 settembre 1984 |
| 3154 Grant          | 28 settembre 1984 |
| 3155 Lee            | 28 settembre 1984 |
| 3256 Daguerre       | 26 settembre 1981 |
| 3325 TARDIS         | 3 maggio 1984     |
| 3434 Hurless        | 2 novembre 1981   |
| 3505 Byrd           | 9 gennaio 1983    |
| 3617 Eicher         | 2 giugno 1984     |
| 3637 O'Meara        | 23 ottobre 1984   |
| 3684 Berry          | 9 gennaio 1983    |
| 3706 Sinnott        | 28 settembre 1984 |
| 3807 Pagels         | 26 settembre 1981 |
| 3819 Robinson       | 12 gennaio 1983   |
| 3841 Dicicco        | 4 novembre 1983   |
| 3872 Akirafujii     | 12 gennaio 1983   |
| 4078 Polakis        | 9 gennaio 1983    |
| 4147 Lennon         | 12 gennaio 1983   |
| 4149 Harrison       | 9 marzo 1984      |
| 4150 Starr          | 31 agosto 1984    |
| 4193 Salanave       | 26 settembre 1981 |
| 4201 Orosz          | 3 maggio 1984     |
| 4336 Jasniewicz     | 31 agosto 1984    |
| 4690 Strasbourg     | 9 gennaio 1983    |
| 4692 SIMBAD         | 4 novembre 1983   |
| 4932 Texstapa       | 9 marzo 1984      |
| 5460 Tsénaat'a'í    | 12 gennaio 1983   |
| 5945 Roachapproach  | 28 settembre 1984 |
| 6083 Janeirabloom   | 25 settembre 1984 |
| 6115 Martinduncan   | 25 settembre 1984 |
| 6173 Jimwestphal    | 9 gennaio 1983    |
| 6229 Tursachan      | 4 novembre 1983   |
| 6370 Malpais        | 9 marzo 1984      |
| 6690 Messick        | 25 settembre 1981 |
| 7393 Luginbuhl      | 28 settembre 1984 |
| 7863 Turnbull       | 2 novembre 1981   |
| 8147 Colemanhawkins | 28 settembre 1984 |
| 8994 Kashkashian    | 6 novembre 1980   |
| 10039 Keet Seel     | 2 giugno 1984     |
| 10715 Nagler        | 11 settembre 1983 |
| 11823 Christen      | 2 novembre 1981   |
| 11831 Chaple        | 28 settembre 1984 |
| 13001 Woodney       | 2 novembre 1981   |
| 13006 Schwaar       | 12 gennaio 1983   |
| 13487 Novosyadlyj   | 2 novembre 1981   |
| 29127 Karnath       | 24 marzo 1985     |
| 30769 Kaydash       | 25 settembre 1984 |

Brian A. Skiff (...) è un astronomo statunitense.
Ha lavorato all'Osservatorio Lowell dal 1976 come assistente di ricerca.
Il Minor Planet Center gli accredita le scoperte di sessantadue asteroidi, effettuate tra il 1980 e il 1987, in parte in collaborazione con Norman G. Thomas, incluso l'asteroide troiano 1997 UZ23.
Inoltre come collaboratore del progetto LONEOS, ha contribuito a rintracciare, nell'ottobre 2003, l'asteroide 69230 Hermes, andato perduto poco dopo la scoperta nel 1937, ed ha scoperto, nel maggio 2004, l'asteroide Apohele (434326) 2004 JG6.
Ha scoperto o coscoperto diverse comete: le periodiche 114P/Wiseman-Skiff (con Jennifer Wiseman), 140P/Bowell-Skiff, 223P/Skiff, 371P/LINEAR-Skiff, 352P/Skiff, 305P/Skiff, P/2005 S2 Skiff 4 e D/1977 C1 Skiff-Kosai e le non perioriche C/1999 J2 Skiff, C/2001 K3  Skiff, C/2000 Y2 Skiff, C/2001 S1 Skiff, C/1999 U4 Catalina-Skiff, C/2005 K1 Skiff, C/2007 H2 Skiff e C/2007 B2 Skiff.
Gli è stato dedicato l'asteroide 2554 Skiff.